# Mercedes-Benz W31
De Mercedes-Benz W31 was een drieassige personenwagen voor gebruik in terrein. Het voertuig werd ontwikkeld en geproduceerd door Mercedes-Benz voor het Duitse leger, maar het was te duur en bleef alleen voor Adolf Hitler en andere nazileiders beschikbaar. Tussen 1934 en 1939 zijn in totaal slechts 57 exemplaren gemaakt.

## Geschiedenis
De W31 type G4 was een verdere ontwikkeling van de G1 waarmee Mercedes-Benz in 1926 was begonnen.
Tijdens de eerste drie jaren dat het voertuig in productie was, had de G4 een achtcilinder benzinemotor, met een cilinderinhoud van 5018 cc en een vermogen van 100 pk (74 kW). Een versnellingsbak met vier versnellingen dreven de vier achterste wielen aan; de voorwielen konden worden bijgeschakeld in moeilijk begaanbaar terrein. Vanwege het gebruik van terreinbanden lag de maximale snelheid op slechts 67 km/uur. Van deze versie zijn 11 exemplaren gemaakt en geleverd aan het leger. Naast de bestuurder was er ruimte voor zeven passagiers.
Vanaf 1937 werd een krachtiger motor gebruikt. Deze benzinemotor bleef acht cilinders in lijn houden, maar kreeg een iets grotere inhoud van 5252 cc en een vermogen van 115 pk (84,5 kW). Hiervan werden zestien exemplaren gemaakt in 1937 en 1938.

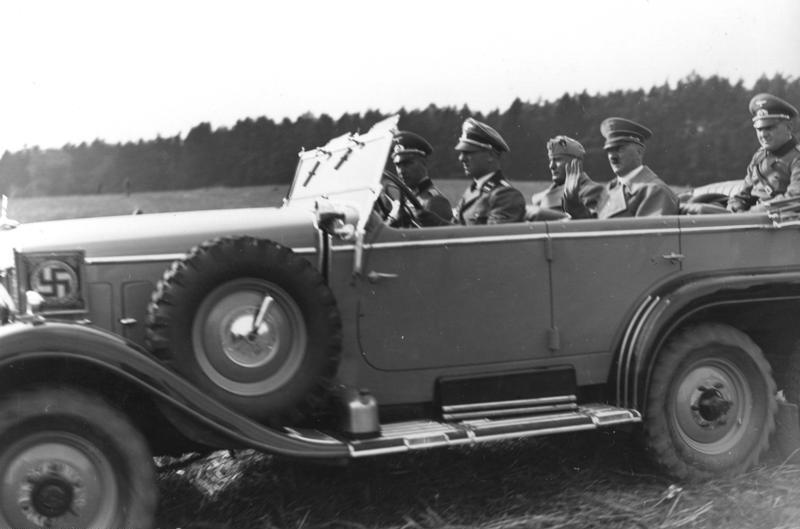
Hitler en Mussolini tijdens militaire oefeningen in 1937

De derde en laatste versie kreeg een nog grotere motor van 5.401 cc, maar het vermogen daalde licht naar 110 pk (81 kW). Deze versie kwam in 1938 in productie en werd gebruikt door Adolf Hitler en zijn staf bij de intocht na de annexatie van Oostenrijk en Sudetenland. Twee voertuigen werden als geschenk gegeven; een aan Benito Mussolini en een aan generaal Francisco Franco in 1940 na de val van Frankrijk. Deze voertuigen hadden alleen aandrijving op de achterwielen. Het had vijf versnellingen en een reductiebak voor gebruik in het terrein. Na een beperkte productie van dertig exemplaren rolde de laatste in 1939 uit de fabriek.
Er zijn maar enkele exemplaren overgebleven. Eén exemplaar is Spaans eigendom en staat in Madrid in het Koninklijk Paleis van El Pardo, een ander staat in het Auto & Technik Museum in Sinsheim, Duitsland. In 2009 bood een Amerikaanse autoverzamelaar drie G4’s aan voor negen miljoen dollar.

## Naslagwerk
- Werner Oswald 1886-1986 Mercedes-Benz passenger cars, motor-Verlag, Stuttgart 1987, ISBN 3613011336